# Kartoffelbrot

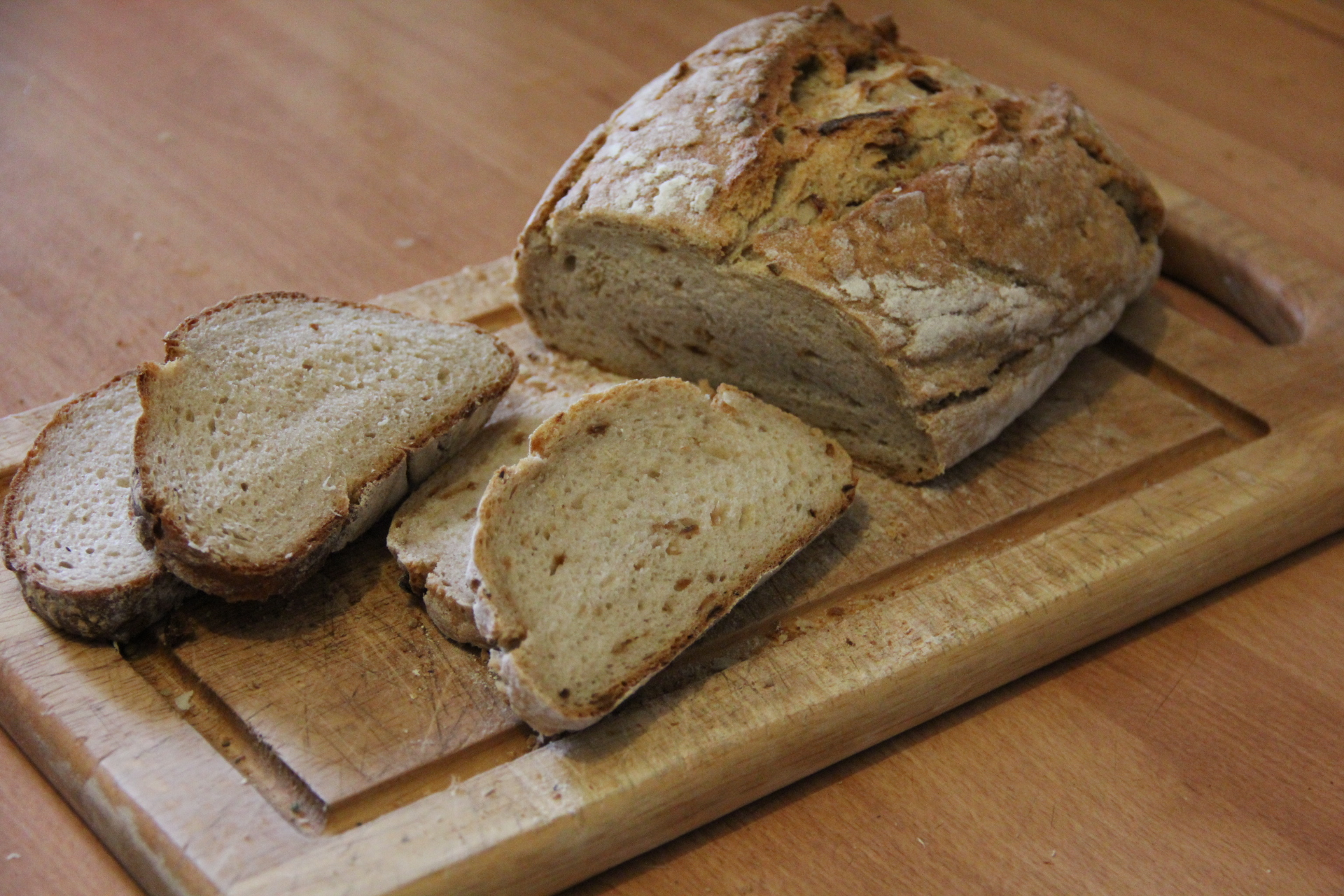
Handelsübliches Kartoffelbrot, mit und ohne Röstzwiebeln

Ein Kartoffelbrot ist allgemein ein Brot, dessen Teig mit geriebenen (rohen, gekochten oder auch geflockten) Kartoffeln versetzt worden ist. Eine typische Mischung ist ein Drittel Kartoffeln und zwei Drittel Getreidemehl.
Ein Beispiel ist der Riewekooche, eine Siegerländer Brotspezialität. Häufig werden dem Kartoffelbrot Nüsse oder auch Röstzwiebeln beigegeben, um dem Geschmack eine rustikale Note zu verleihen.

## Historisches
Die Idee für ein Kartoffelbrot kam auch dem Franzosen Antoine Parmentier (1737–1813). Er war Agronom und Pharmazeut. 1769 gab es große Ernteausfälle in Frankreich und der einfache Anbau der Knolle sollte die Lebensmittelknappheit bekämpfen. Kartoffelstärke sollte dabei dann das knappe Getreidemehl für Brot backen ersetzen.
Das Reichsjustizamt unter Hermann Lisco gab 1914 via das Reichsamt des Innern ein Gutachten in Auftrag

„[…] ob der Ersatz des nach der Kostordnung für die Gefängnisse der Justizverwaltung vom 31. März 1908 zu liefernden Brotes […] durch Kartoffelbrot empfohlen werden kann […]“

und kam zu dem Schluss, dass es bei Zugabe von 20 % Kartoffelflocken auf Grund des verringerten Eiweißanteils – trotz gegebener Schmackhaftigkeit – für die Gefangenenernährung nur mit Bedenken zu verwenden wäre.